# 王承裕
王承裕（1465年—1538年），字天宇，號平川，陝西西安府三原县人，官籍，明朝政治人物。弘治癸丑進士，官至南京戶部尚書。

## 生平
成化二十二年（1486年）陝西鄉試第十一名。弘治六年（1493年），登癸丑科廷试二甲二十三名進士。其父王恕以尚書致仕，王承裕即告歸侍養。八年四月授兵科給事中，以病告归。十一年十二月病痊至京，复除原职，十四年七月奉命往山東、河南清理屯田。升吏科右给事中，十八年三月升刑科左。
武宗即位，正德二年（1507年）三月升至吏科都給事中。因言事忤逆劉瑾，被罰米輸塞上。寻以父丧去位，服阕，除原官，改户部郎中，八年正月升太僕寺少卿，十一年八月升寺卿，十二年十二月升南京太常寺卿，十五年丁母忧。
嘉靖元年（1522年）七月復除原职，二年四月升户部右侍郎总督仓场，十一月回部管事，六年四月，累官南京戶部尚書，清理當地稅收銀兩，明世宗手書「清平正直」褒獎。嘉靖八年七月以公事赴京，至天津有疾回籍，为吏科都给事中刘世扬所劾，令致仕回鄉，嘉靖十七年五月去世。贈太子少保，謚康僖。

## 家族
曾祖父王惟真，贈太子太保吏部尚書；祖父王仲智，贈太子太保吏部尚書；父王恕，太子太保吏部尚書。嫡母蓋氏（贈一品夫人）；繼母張氏（贈一品夫人）；繼母文氏；生母張氏。具庆下。兄承祚（義官）、承祜（南京都督府经历）、承祺、承禄（義官）、承祥（贡士）、承禋（義官）、承祎。弟承褫。